# Madame Bovary (film 1937)
Madame Bovary  è un film del 1937, diretto da Gerhard Lamprecht.
Altra versione, piuttosto infelice, del capolavoro di Flaubert.